# Слобоженко Сергій Володимирович
Сергі́й Володи́мирович Слобоже́нко — український військовик, солдат 44-ї окремої артилерійської бригади Збройних Сил України, учасник російсько-української війни.

## Короткий життєпис
Проживав у Подільському районі Києва.
Номер обслуги, 2-га батарея гаубично-артилерійського дивізіону, 44-а окрема артилерійська бригада.
16 січня 2015-го загинув поблизу села Одрадівки Артемівського району, коли терористи вели обстріл з «Градів» — снаряд влучив у бліндаж. Тоді ж загинули старший сержант Микола Штанський, солдати Олександр Босий та Віталій Каракула.
Без Сергія залишилися мама, сестра, дружина, син.
Похований 21 січня 2015-го в Києві, Північне кладовище.

## Нагороди та вшанування
- Указом Президента України № 311/2015 від 4 червня 2015 року, «за особисту мужність і високий професіоналізм, виявлені у захисті державного суверенітету та територіальної цілісності України, вірність військовій присязі», нагороджений орденом «За мужність» III ступеня (посмертно)[1].
- Вшановується в меморіальному комплексі «Зала пам'яті», в щоденному ранковому церемоніалі 16 січня[2][3].